# Поединок в горах (фильм, 1967)
«Поединок в горах» (азерб. Dağlarda döyüş) — советская криминальная драма с элементами боевика и приключений 1967 года производства киностудии Азербайджанфильм. Режиссёр — Кямиль Рустамбеков.

## Синопсис
В военно-патриотическом фильме описывается жизнь пограничников в обычной повседневной деятельности. Основной темой сюжета является любовь пограничников к своим родителям и родине, обязанность нести долг перед отчизной. Фильм посвящён временам Второй Мировой войны.

## Создатели фильма

### В ролях
- Шахмар Алекперов — Фаррух
- Рза Афганлы — Сархан
- Мовсун Санани — Гамбар
- Офелия Санани — Хижран
- Станислав Ковтун — майор Назаров
- Камал Худавердиев — старший лейтенант Рахимов
- Иван Переверзев — полковник
- Владимир Колокольцев — Олег
- Сулейман Алескеров — майор Поладов
- Аббас Рзаев — Файзи
- Мелик Дадашев — правонарушитель
- Этайя Алиева — супруга Гамбара
- Гейдар Шамсизаде
- Юрий Музыченко
- Владимир Бреус
- Ахмед Ахмедов — контрабандист
- Исмаил Исаев
- Юсиф Велиев — сотрудник милиции

#### Роли дублировали

##### Внутренний дубляж (в титрах не указаны)
- Рафик Азимов — Олег (Владимир Колокольцев)
- Али Зейналов — полковник (Иван Переверзев)
- Юсиф Велиев — Сархан (Рза Афганлы)
- Гасан Турабов — пограничник
- Бахадур Алиев — русский пограничник
- Рамиз Меликов — русский пограничник
- Амилет Ханизаде — сотрудник милиции (Юсиф Велиев)

##### Дубляж на русский язык
- Владимир Ферапонтов — Фаррух (Шахмар Алекперов)
- Геннадий Юдин — майор Поладов (Сулейман Алескеров)
- Виктор Файнлейб — правонарушитель (Мелик Дадашев)
- Эдуард Бредун — Рахимов (Камал Худавердиев)
- Анатолий Голик — Олег (Владимир Колокольцев)
- Эдуард Изотов — майор Назаров (Станислав Ковтун)
- Павел Шпрингфельд — Файзи (Аббас Рзаев)
- Константин Тыртов — Гамбар (Мовсун Санани)
- Таисия Литвиненко — Хижран (Офелия Санани)
- Николай Граббе — Сархан (Рза Афганлы)

### Административная группа
- оригинальный текст: Ахмедага Муганлы
- режиссёр-постановщик: Кямиль Рустамбеков
- оператор-постановщик: Тейюб Ахундов
- монтажёр-постановщик: А. Клебанова
- художник-постановщик и художник по костюмам: Мамед Гусейнов
- художник-гримёр: Тельман Юнусов
- художник-фотограф: Юрий Сазонов
- композитор: Джахангир Джахангиров
- звукооператор: Азиз Шейхов
- оркестр: Симфонический оркестр Комитета кинематографии при Совете Министров СССР
- дирижёр: А. Ройтман
- вокал: Октай Агаев
- второй режиссёр: Мамед Алили
- ассистенты режиссёра: Ашраф Мамаев, Т. Мамедов, Абдул Махмудов
- ассистенты оператора: Сардар Велиев (в титрах — С. Велиев), Ш. Залов
- ассистент монтажёра: М. Баламса
- ассистент художника: А. Мусаев
- оператор комбинированных съёмок: Тейюб Ахундов
- художник комбинированных съёмок: Мирза Рафиев
- консультанты: Н. Песков (генерал-майор), С. Баранов (полковник)
- редактор: Ю. Векилов
- директор фильма: С. Бейязов

## Интересные факты
- В прокате фильм посмотрело 21 500 000 зрителей[1].
- Первая роль в кино актёра Шахмара Алекперова.
- Фильм создан по мотивам повести Ахмедагы Муганлы (Курбанова) «Колючая проволока».